# Comostola vapida
Comostola vapida là một loài bướm đêm trong họ Geometridae.